# Кольцо Иффланда

Кольцо Иффланда — украшенное бриллиантами кольцо с портретом Августа Вильгельма Иффланда — немецкого драматурга и актёра. Обладатель кольца имеет право передать его лучшему (по его мнению) немецкоговорящему актёру. Исключение из этого правила произошло в 1954 году, когда один из носителей кольца, Вернер Краус, получил его по решению комитета немецких актёров.

## Владельцы кольца
| Владелец                 | Родился         | Умер             | Период владения | Страна              |
| Август Вильгельм Иффланд | 19 апреля 1759  | 22 сентября 1818 | —1814           | Королевство Пруссия |
| Людвиг Девриент          | 15 декабря 1784 | 30 декабря 1832  | 1814—1832       | Королевство Пруссия |
| Эмиль Девриент           | 4 сентября 1803 | 7 августа 1872   | 1832—1872       | Саксония / Германия |
| Теодор Дёринг            | 9 января 1803   | 17 августа 1878  | 1872—1878       | Пруссия / Германия  |
| Фридрих Гаазе            | 1 ноября 1827   | 17 марта 1911    | 1878—1911       | Пруссия / Германия  |
| Альберт Бассерман        | 7 сентября 1867 | 15 мая 1952      | 1911—1935       | Германия            |
| Перерыв                  | Перерыв         | Перерыв          | 1935—1954       | N/A                 |
| Вернер Краус             | 23 июня 1884    | 20 октября 1959  | 1954—1959       | Германия / Австрия  |
| Йозеф Майнрад            | 21 апреля 1913  | 18 февраля 1996  | 1959—1996       | Австрия             |
| Бруно Ганц               | 22 марта 1941   | 16 февраля 2019  | 1996—2019       | Швейцария           |
| Йенс Харцер              | 14 марта 1972   |                  | 2019—           | Германия            |